# Бисертский район
Бисертский район — административно-территориальная единица в составе Уральской и Свердловской областей РСФСР, существовавшая в 1923—1932 и 1944—1959 годах. Административный центр — рабочий посёлок Бисерть.
Бисертский район был образован в 1923 году в составе Екатеринбургского (с 1924 года — Свердловского) округа Уральской области. В 1930 году в связи с ликвидацией округов перешёл в прямое подчинение Уральской области.
В 1932 году Бисертский район был упразднён, а его территория передана в Нижнесергинский район.
Вторично Бисертский район был образован в ноябре 1944 года. В его состав вошли следующие территории:
- из Ачитского района: Зуевский и Кленовский с/с.
- из Нижнесергинского района: р.п. Бисерть, Васькинский, Киргишанский, Накоряковский, Старобухаровский и Талицкий с/с.

18 июня 1954 года Васькинский с/с был присоединён к Накоряковскому, а Зуевский с/с переименован в Киселевский с/с.
14 декабря 1956 года был образован Ключевской с/с.
9 марта 1959 года Билимбаевский район был упразднён, а его территория передана в состав Нижнесергинского района.